# Вистрибуюча міна

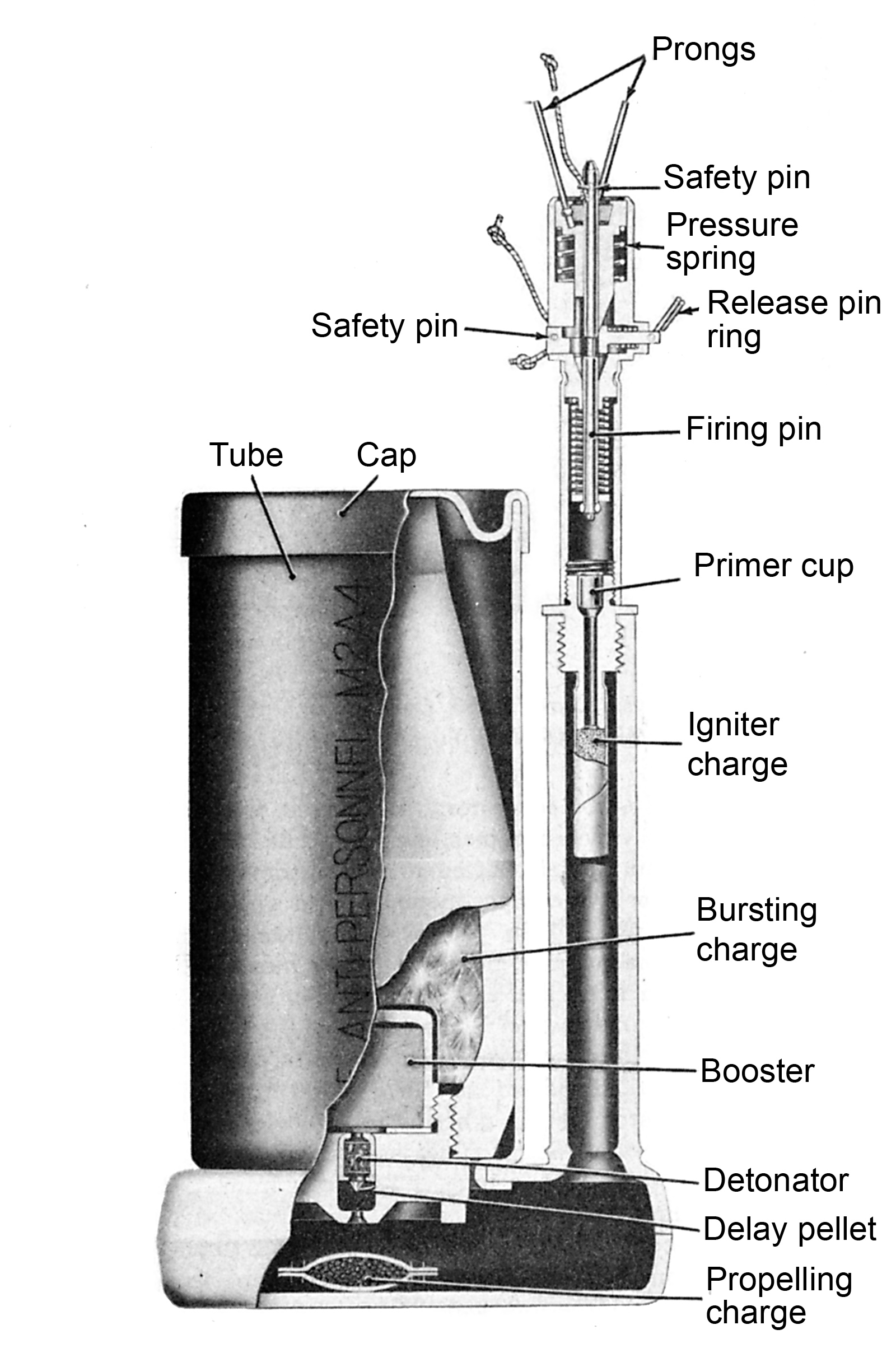
Вистрибуюча американська міна M2A4 з детонатором у розрізі

Вистрибуюча міна — це протипіхотна міна, розроблена для використання на відкритих площах. Після спрацювання детонатора, невеликий заряд вистрілює тіло міни на висоту 0,9–1,2 метри у повітря, де вибухає головний заряд який розкидає осколки приблизно на рівні талії
Під час Другої світової війни німці широко використовували міну S-mine. Іншими країнами які використовували вистрибуючі міни були США, СРСР, В'єтнам та країни колишньої Югославії. Китай та Італія також випускали їх. Деякі міни можна було використовувати у стандартний 60 мм фугасний мінометний снаряд з покращеним дистанційним детонатором який активувався зарядом.
Такі міни дорожчі за звичайні протипіхотні міни і їх не можна просто розкидати на землі. Їх потрібно приховати у землі, вони підходять для встановлення засідок, але повинні мати натяжний шнур. У конструкції міни використано багато сталі, тому їх легше знайти металошукачами. Проте, на тому ж полі можна встановити міни з мінімальною кількістю металу, які важко розмінувати.

## Приклади
- S-mine, Німеччина, прізвисько у більшості союзників Bouncing Betty і у австралійських і новозеландських солдатів -  «Jumping Jack».
- M16 APM, США, створена на основі трофейних S-mine. Підстрибує на висоту 1,2 метри і вибухає, розкидаючи металеві осколки на великій швидкості.
- ОЗМ, міни радянського виробництва (ОЗМ-3, ОЗМ-4 та ОЗМ-72).
- PROM-1, Югославія.
- Valmara 59, Італія.
- Valmara 69, Італія.